# Dillon Lane
Dillon Lane (1 de noviembre de 1993) es un actor y cantante estadounidense, coprotagonista de Bucket & Skinner's Epic Adventures, serie de Nickelodeon.

## Carrera
Es más conocido por su papel de Skinner en la comedia Bucket & Skinner's Epic Adventures, de Nickelodeon, estrenada en 2011 y que fue cancelada por baja audiencia. Lane ya había tenido una aparición en la película Mind the Gap.

## Vida personal
Lane tiene una hermana mayor llamada Kennedy Hilgers y hermanos gemelos menores llamados Reece Lane y Rylee Lane.

## Filmografía
| Cine       | Cine                               | Cine                         | Cine                                  |
| Año        | Título                             | Personaje                    | Notas                                 |
| ---------- | ---------------------------------- | ---------------------------- | ------------------------------------- |
| 2004       | Mind the Gap                       | Destacado Jugador de Béisbol |                                       |
| 2014       | Cloud 9                            | Burke                        |                                       |
| Televisión |                                    |                              |                                       |
| Año        | Título                             | Personaje                    | Notas                                 |
| 2011–2012  | Bucket & Skinner's Epic Adventures | Dylan Skinner                | Protagonista, Serie de TV Nickelodeon |
| 2012       | Fred: The Show                     | Shaggy                       | Episodio: "Lemon Fred"                |
| 2012       | Good Luck Charlie                  | Walker                       | Episodio: "Nurse Blankenhopper"       |
| 2015       | Secretos y Mentiras                | Tyler Daly                   |                                       |